# Verlag Dohr
Der Verlag Dohr ist ein Vier-Sparten-Musikverlag mit Sitz in Bergheim-Ahe.

## Allgemeines
Der 1990 von Christoph Dohr in Köln-Bickendorf gegründete Verlag Dohr ist ein Vier-Sparten-Musikverlag mit Sitz in Bergheim-Ahe. Von 1992 bis 2010 war der Verlag in Köln-Rheinkassel ansässig. Der Verlag veröffentlicht Noten (zunächst überwiegend Musik des 20. Jahrhunderts, mittlerweile auch Komponisten insbesondere des 19. und 18. Jahrhunderts in kritisch revidierten Neuausgaben), Musikbücher aus diversen Bereichen sowie CDs mit Klavier- und Kammermusik. Vierte Sparte war in den ersten zwei Jahrzehnten des Bestehens zunächst der Bereich Zeitschriften („Im Dienst der Kirche“ von 1990 bis 2000; „Rheinisches Musikmagazin ‚fermate‘“ (gegr. 1982) von 1990 bis 2010). Derzeit sind über 3.000 Titel im Verlag Dohr lieferbar. Seit 2005 befinden sich Büro und Auslieferung des Verlages, seit 2010 auch der Verlagssitz in Haus Eller in Bergheim-Ahe.
Der Verlag veröffentlicht rund 100 Neuerscheinungen pro Jahr. Für seine verlegerische Tätigkeit wurde er mit vielen Auszeichnungen geehrt, zuletzt 2016 mit einem von 10 Preisen der Best Edition des Deutschen Musikeditionspreises für die Herausgabe der Schumann-Briefedition Bde. I.4–7.

## Piano-Museum
Christoph Dohr betreibt im unter Denkmalschutz stehenden Haus Eller in Bergheim-Ahe ein in Trägerschaft des von ihm geführten Verlages befindliches Pianomuseum mit historischen Tasteninstrumenten. Die Instrumente wurden zum Teil restauriert und konzert- bzw. tonträgerreif bespielbar gehalten, zum anderen Teil unrestauriert konserviert. Die Ausstellungsstücke werden bei im Museum stattfindenden Konzerten der Öffentlichkeit bei freiem Eintritt präsentiert und kommen auch auf Gestellungsbasis bei Kulturorchestern, Opernhäusern und Musikfesten in Nordrhein-Westfalen immer wieder zu Gehör. Wichtige Instrumente der Sammlung Dohr werden durch CD-Produktionen und Rundfunk-Mitschnitte dokumentiert. Dem Museum angeschlossen ist eine umfangreiche Musik-Bibliothek, darunter als ein Schwerpunkt Fachliteratur zu den Themen Klavier, Tasteninstrumente, Pianisten etc.

## Autoren und Komponisten (Auswahl)
Wolfgang Hildemann, Thomas Erler